# Sagenidiopsis isidiata
Sagenidiopsis isidiata é uma espécie de líquen da família Arthoniaceae. Foi descrito cientificamente em 2011.